# Isola di Figarolo

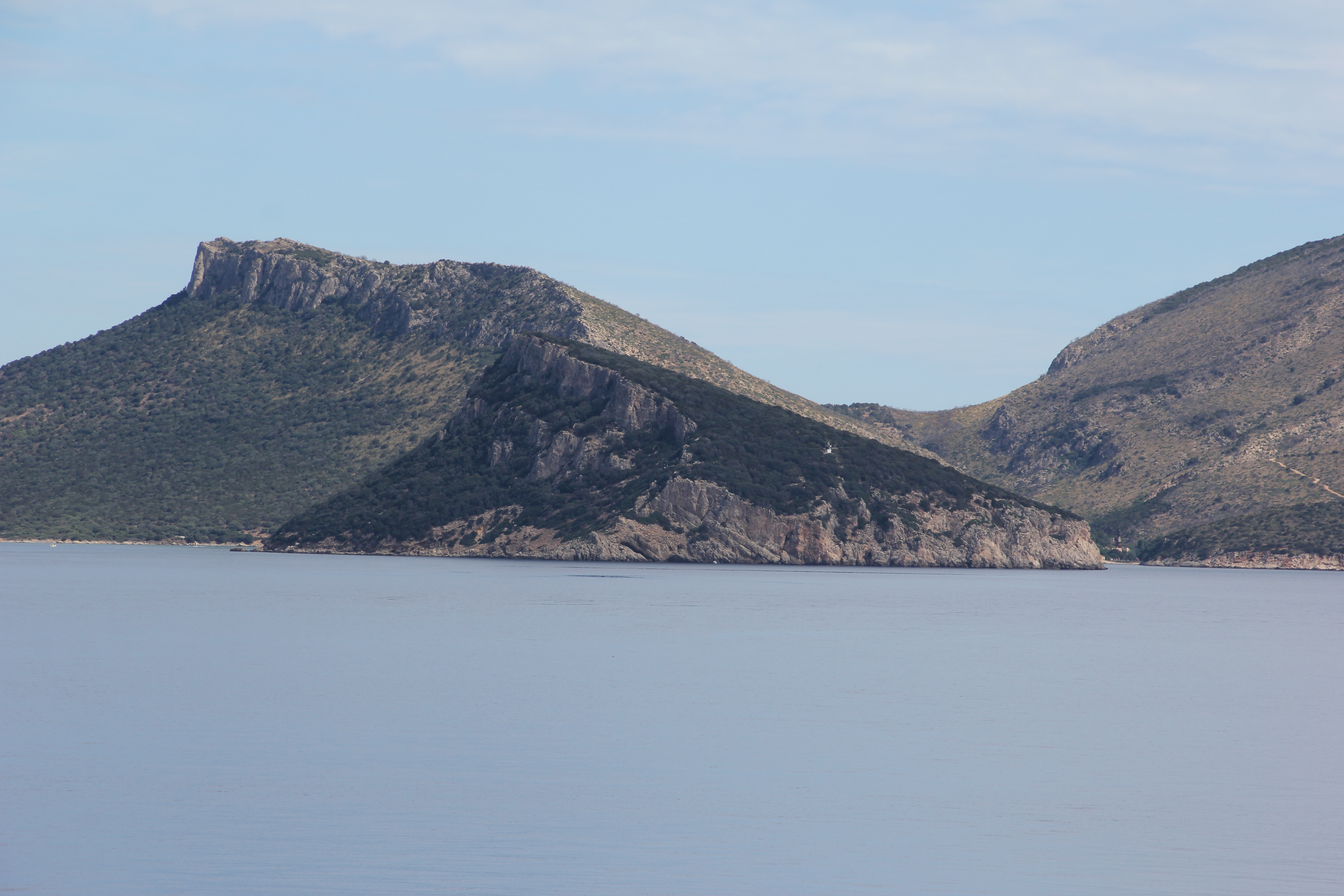
L'isola di Figarolo. Dietro capo Figari.

Figarolo è un'isola italiana all'interno del golfo di Olbia presso Golfo Aranci (all'imboccatura dell'omonima insenatura), nella Sardegna nord-orientale (Gallura).
L'isola, che ha un'estensione di 0,211 km², si presenta come un banco di calcari mesozoici edificato su di un basamento scistoso. È presente un faro per l'orientamento marittimo.

## Storia
Numerosi ritrovamenti Fenici, tra i quali resti di anfore risalenti al VII secolo a.C., dimostrano come l'isolotto fosse frequentato, probabilmente per la sua posizione sulla rotta tra la fenicia Olbia e l'Etruria.
Nel 1882 vi fu scoperta una vasca di forma ovale (4 m x 3 m), pavimentata in cocciopesto, probabilmente il fondo di un'antica cisterna di età romana.